# Poem of the River
Poem of the River war das siebte Album (eigentlich eine EP) der englischen Band Felt. Es folgte dem ähnlich stark auf den Einsatz der Hammond-Orgel setzenden Album Forever Breathes the Lonely Word und war Teil des „10-Platten-in-10-Jahren“-Plans der Band. Produziert von Mayo Thompson (Red Krayola) erschien das Werk 1987 bei Creation Records. Später wurde das Album zusammen mit den weiteren neun Felt-Alben bei Cherry Red und einer nach dem ersten Lied des Werks (Declaration) benannten Live-Album im Boxset Stains On A Decade zusammengefasst und neu aufgelegt.
Das Lied She Lives By The Castle, ein zärtliches Lied über das Ende einer Liebe, behandelt die Beziehung zwischen Lawrence und der Sängerin der Band Saint Etienne, Sarah Cracknell.

## Reaktionen
Das Album wurde von den Kritikern weitgehend wohlwollend aufgenommen. Das Magazin Sounds beschrieb es als „irgendwo zwischen Kunst und Pop“. Andere empfanden die Produktion durch Mayo Thompson als unzureichend. Für einige Hörer galt das kurze Album, trotz möglicher Produktionsmängel, sogar als das rundeste Werk der für leichte, traumgleiche und doch melancholische Songs bekannten Band. Ein kommerzieller Erfolg wurde das Album nicht.

## Songliste
Alle Songs von Lawrence.
1. "Declaration" – 1:47
2. "Silver Plane" – 2:38
3. "She Lives by the Castle" – 6:18
4. "Stained Glass Windows in the Sky" – 2:06
5. "Riding on the Equator" – 8:54
6. "Dark Red Birds" – 4:18

## Musiker
Felt
- Lawrence – Vocals, E-Gitarre (track 5)
- Martin Duffy – Hammondorgel
- Marco Thomas – Bass, E-Gitarre (track 2)
- Gary Ainge – Schlagzeug

Weitere Musiker
- Tony Willé – E-Gitarre (tracks 3-5), Akustikgitarre (track 5)
- Neil Scott – E-Gitarre (tracks 3-6)
- Mayo Thompson – Produktion